# Tycho (cráter)

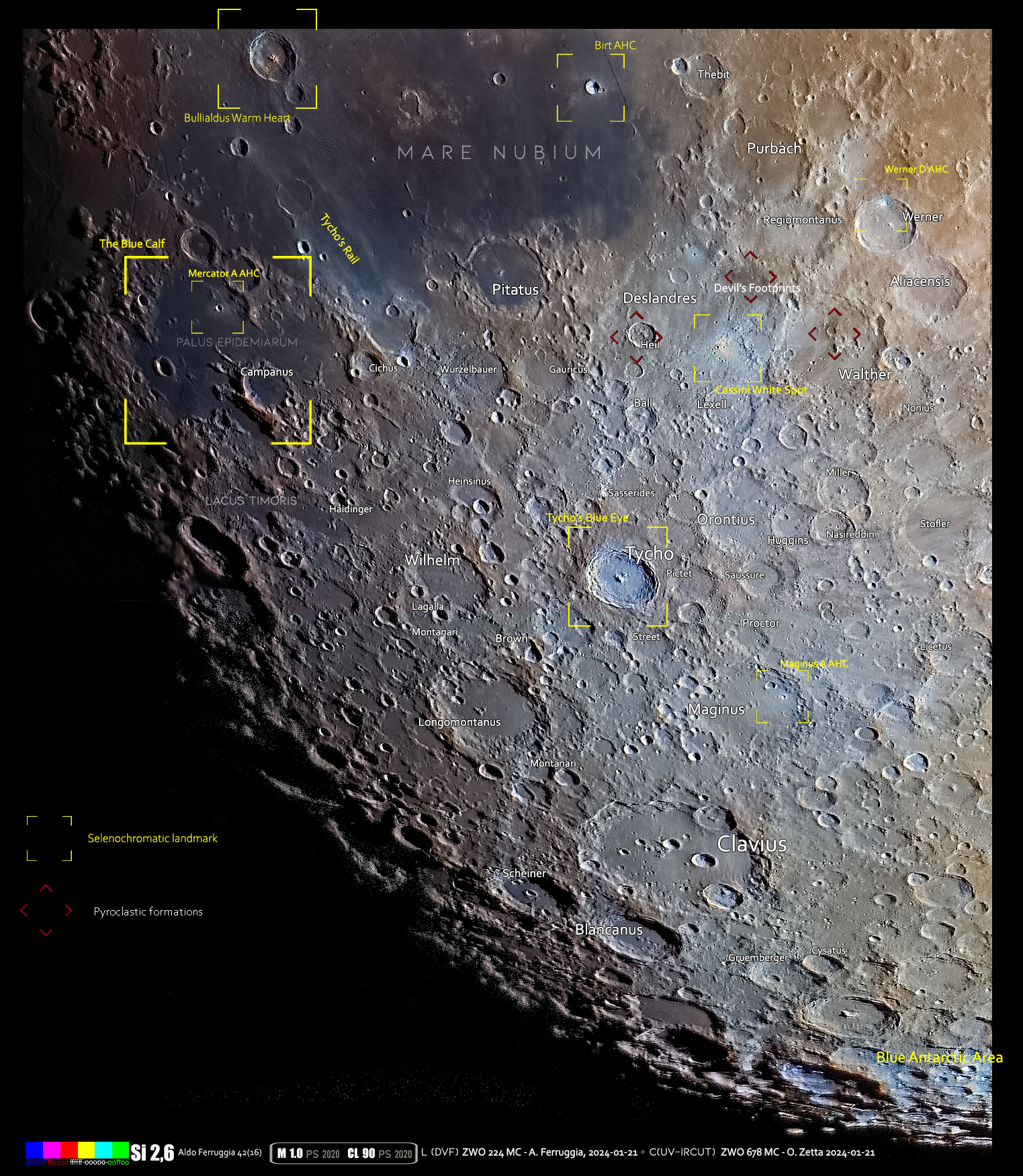
Área del cráter en formato selenocromático

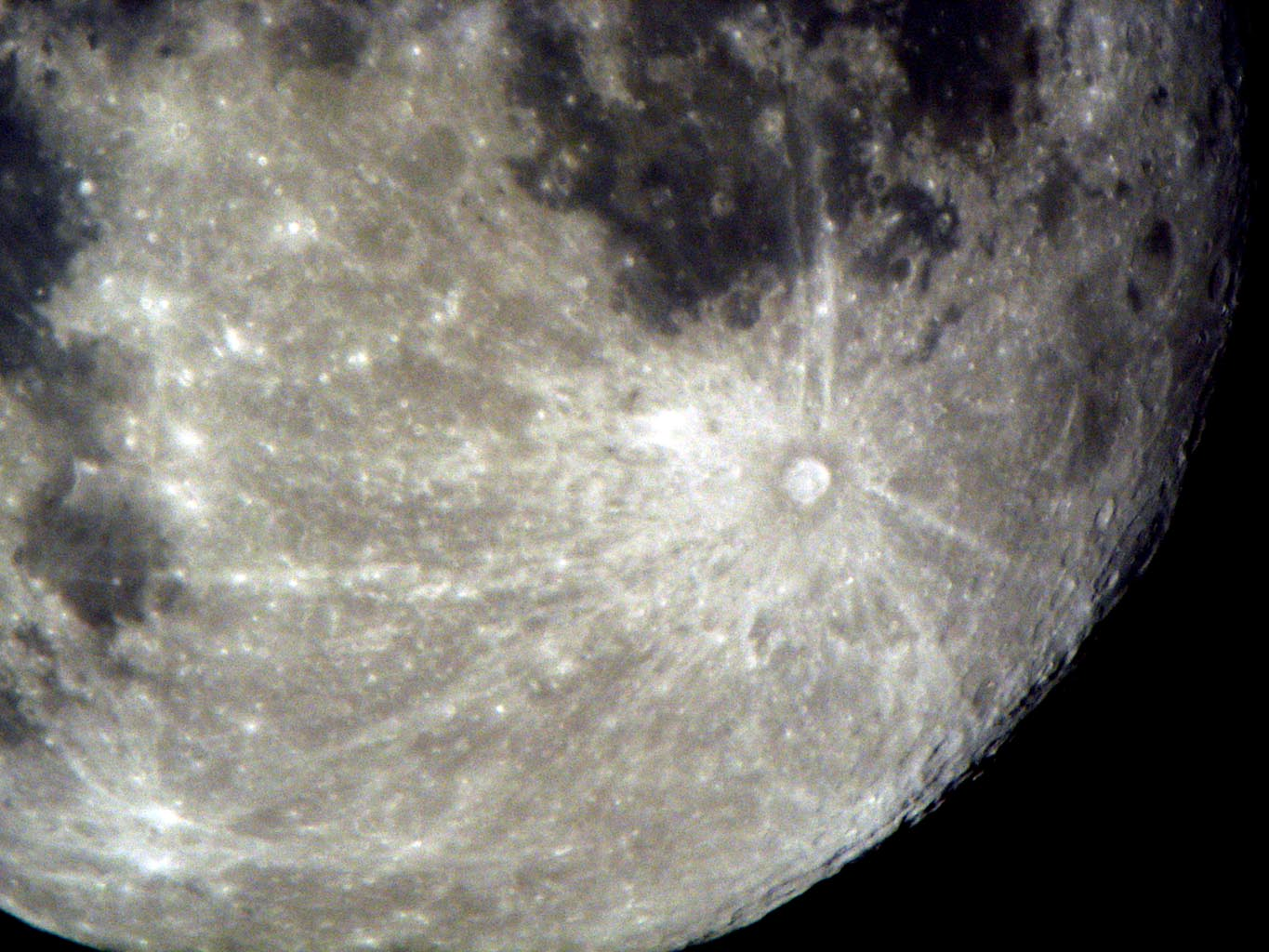
El gran sistema de radios centrado en el cráter Tycho, plenamente visible desde la Tierra.

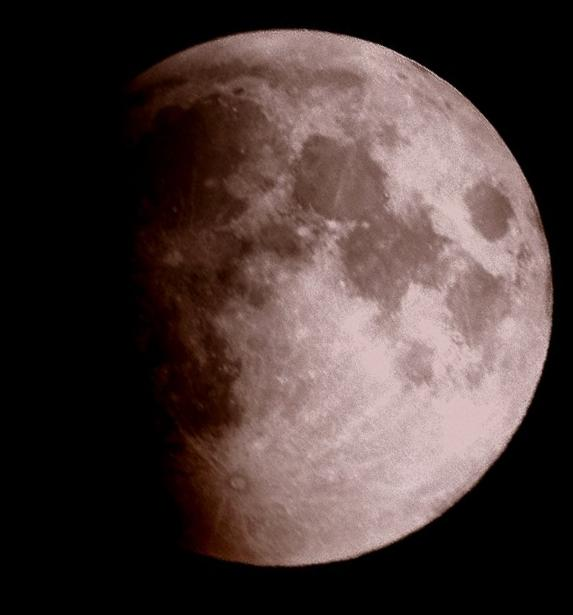
Eclipse lunar (marzo de 2007). El avance de la sombra de la Tierra resalta los detalles de la superficie lunar. El enorme sistema de rayos que emana de Tycho se muestra como la característica dominante en el hemisferio sur.

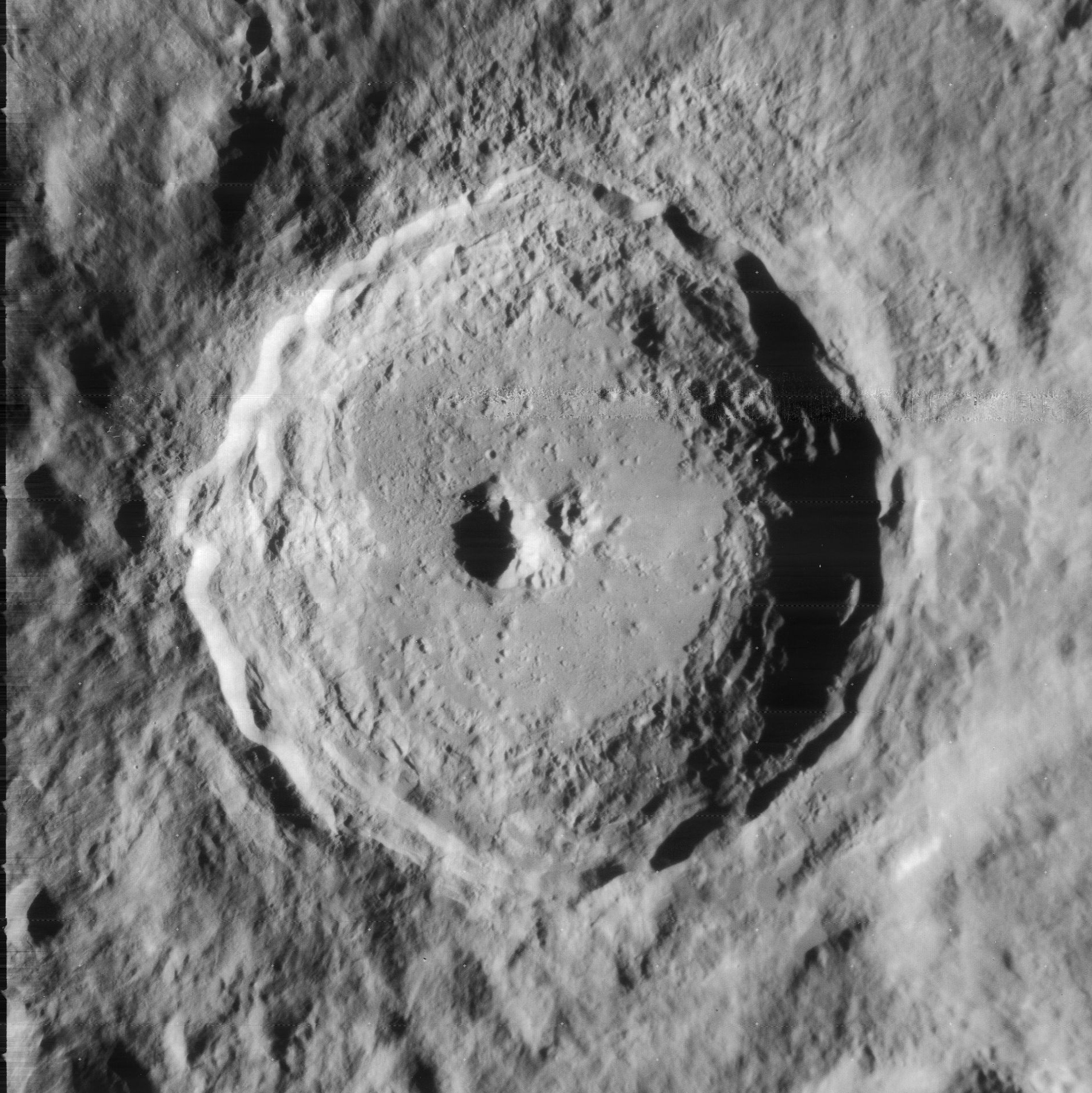
Imagen de la misión Lunar Orbiter 4 (1967).

Tycho es un prominente cráter de impacto localizado en la parte sur de las zonas elevadas de la Luna, llamado así por Tycho Brahe (1546-1601). Al sur de Tycho se localiza el cráter Street, al este Pictet, y al norte-noreste Sasserides.
La superficie lunar alrededor de Tycho se halla repleta de cráteres de diversos tamaños, muchos de ellos incluso superponiéndose a otros más antiguos. Algunos de los más pequeños son cráteres secundarios formados por materiales proyectados por el impacto que formó el cráter de Tycho.
Tycho es el cráter más joven entre los grandes cráteres de impacto del lado visible de la luna. Su edad aproximada es de 108 millones de años, estimada a partir de la datación de muestras traídas durante la misión Apolo 17. Esta edad sugirió en su momento que el cráter podía haber sido formado por el impacto de un miembro de la familia de asteroides Baptistina, pero como no era posible conocer la composición del aerolito, la hipótesis quedó en una simple conjetura, a pesar de que los estudios de simulación daban una probabilidad del 70 por ciento de que el cráter hubiera sido creado por un fragmento de la misma ruptura que originó el asteroide (298) Baptistina; que se creía que podía ser el responsable de la formación del cráter de Chicxulub en la Tierra, y de la consiguiente extinción de los dinosaurios. Sin embargo, esa posibilidad fue potencialmente descartada por el Wide-field Infrared Survey Explorer en 2011.
El cráter tiene los bordes bien definidos y libres del desgaste que muestran los impactos antiguos. El interior tiene un alto albedo evidente cuando el Sol incide directamente sobre él. El cráter se halla rodeado de un distintivo sistema de marcas radiales y algunas de ellas alcanzan hasta 1 500 km. Debido a sus rayos prominentes, Tycho se considera como parte del Período Copernicano.
Los contrafuertes que se extienden tras el borde del cráter tienen un albedo inferior al del interior por más de 100 km. Asimismo, no se ven las marcas radiales que hay debajo. Este anillo más oscuro puede haberse formado a partir de minerales excavados durante el impacto.
|  |

La pared interior del cráter desciende abruptamente formando terrazas hasta una superficie prácticamente plana, con pequeños montículos redondeados. La superficie muestra señales de un pasado vulcanismo, muy probablemente causado por roca fundida por el impacto. Fotografías detalladas del suelo dejan ver un mosaico de grietas y pequeñas colinas. El pico central se eleva 1,6 km por encima de la superficie. Un pico menor se halla al noroeste de este.
Observaciones mediante infrarrojos de la superficie lunar durante un eclipse han demostrado que Tycho se enfría mucho más lentamente que otras partes de la superficie, haciendo del mismo un "punto caliente". Este efecto es causado por la diferencia con los materiales que cubren la superficie del cráter.
El borde del cráter fue elegido como objetivo de la misión Surveyor 7. La sonda robótica aterrizó suavemente al norte del cráter en enero de 1968. La nave realizó comprobaciones químicas de la superficie del cráter, hallando una composición diferente a la de los mares lunares. Para este el principal componente resultó ser anortosita, una roca ignea rica en aluminio. El cráter fue también fotografiado en detalle por la sonda Lunar Orbiter 5.
De 1950 a 1990, el experto en aerodinámica de la NASA Dean Chapman y otros científicos postularon la teoría del origen lunar de las tectitas terrestres. Chapman utilizó complejos modelos de ordenador orbital y extensas pruebas de túnel de viento para apoyar la teoría de que las llamadas tectitas australasianas se habrían originado durante el impacto que formó el cráter Tycho, a partir de los materiales eyectados en dirección al cráter Rosse, que generaron el denominado "rayo de Rosse", una de las marcas más prominentes del sistema de marcas radiales de Tycho. Sin embargo, análisis isotópicos más recientes han descartado esta teoría, confirmando el origen terrestre de las tectitas.
Este cráter apareció en mapas lunares en fechas tan tempranas como 1645, cuando Anton Maria Schyrleus de Rheita detalló el brillante sistema de marcas radiales.

## Denominaciones
Tycho recibe el nombre del astrónomo danés Tycho Brahe. Como muchos de los cráteres de la cara visible de la Luna, este nombre le fue dado por el astrónomo jesuita italiano Giovanni Riccioli (1598-1671), cuyo sistema de nomenclatura de 1651 se ha convertido en un estándar. En los inicios de la cartografía lunar había recibido otros nombres. Así, Pierre Gassendi lo denominó Umbilicus Lunaris ('el ombligo de la Luna'); en su mapa de 1645 Michael van Langren lo llamó "Vladislai IV" en honor del rey polaco Vladislao IV Vasa; y Johannes Hevelius lo nombró 'Mons Sinai' en referencia al monte Sinaí.

## Cráteres satélite

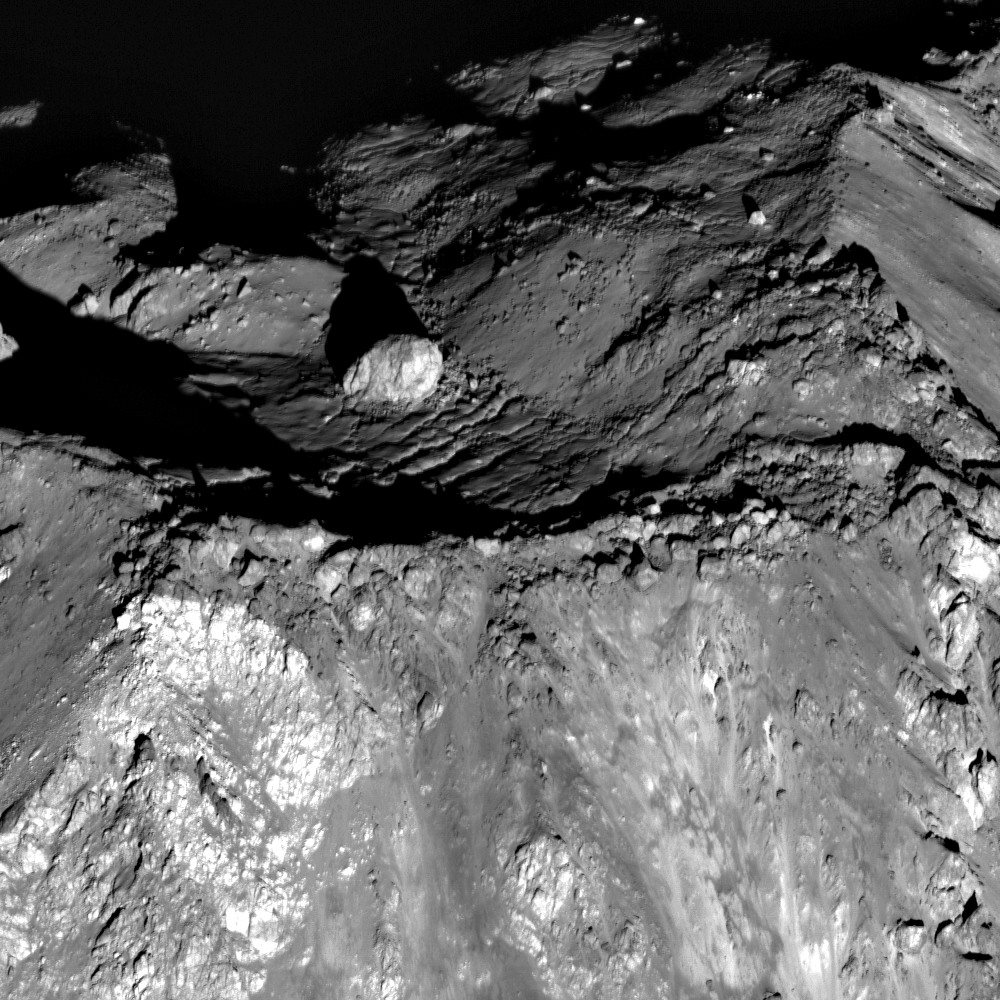
Complejo pico central del cráter Tycho, tomado al amanecer por el Lunar Reconnaissance Orbiter en 2011.

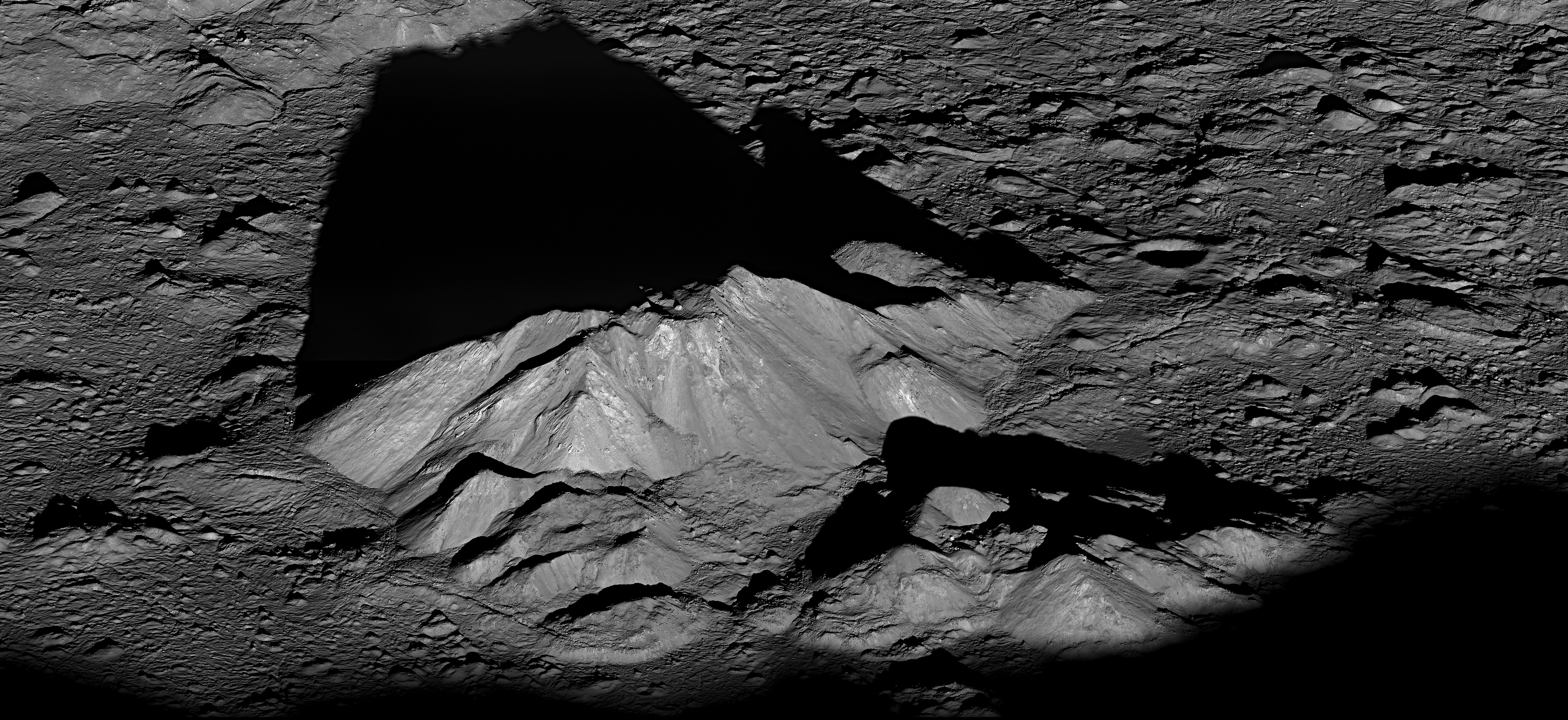
Otra vista de los picos centrales del cráter.